# Zábráczky József
Szadai Zábráczky József (1737 körül – Eger, 1809) egri kanonok, címzetes püspök és nagyprépost. 

## Élete
1777 és 1803 között egri kanonok volt, 1805-től nagyprépost, 1782. augusztus 17-étől pedig vegliai választott püspök, ő volt az utolsó, aki ezt a címet viselte. 

## Munkái
1. Divi Joannis Apostoli et Evangelistae anta portam latinam dioecesis Agriensis Patroni singulare Patrocinium in reddito postliminio splendore ecclesiae et continua clarissimorum virorum successione celebratum dum schola episcopalis Agriensis eiusdem divi Tutelaris sui honores annuos solemni ritu instauraret. Anno . .. 1758. Mense Majo, Die 5...ta Agriae. (Negyedéves hittanhallgató korában írta.)
2. Planum de mendicorum, ac vagabundorum regulatione. Posonii, 1816. (Opus Regnicolaris VIII. 1791.).